# Island i olympiska vinterspelen 1956
Island deltog med sju deltagare vid de olympiska vinterspelen 1956 i Cortina d'Ampezzo. Ingen av landets deltagare erövrade någon medalj.